# 鄺凱迎
鄺凱迎（英語：Kwong Hoi Ying，1948年—），出生於香港，資深傳媒人，前亞洲電視高級副總裁（企業發展及對外事務），1976年加入麗的電視工作，2013年轉投無綫電視擔任顧問。

## 背景
鄺凱迎於1967年畢業於嶺南中學中五年級，1968年於原校完成中六預科課程，就讀預科期間曾於1968年代表學校參加由港九排球聯會及瑞士雷達表廠主辦的雷達金禧盾公開港九新界青少年排球賽。他畢業於香港浸會學院（社會科學及中國文化），1972年至1976年間任職香港大學亞洲研究中心及香港足球總會。
1976年，鄺凱迎加入亞洲電視前身麗的電視（1982年易名），歷任執行經理、節目經理、節目總監、助理行政總裁、顧問、高級副總裁等職位，經歷七次「改朝換代」，服務過多個不同作風的老闆，依然屹立不倒，行內人稱「七朝元老」及「亞洲鐵人」。2011年初，鄺凱迎更獲亞洲電視主要投資者王征任命為「代總裁」。
2011年7月，亞視新聞發生誤報江澤民逝世事件。其後，廣播事務管理局（通訊事務管理局前身）發表對亞視誤報江澤民逝世事件的調查報告，揭露時任亞視高級副總裁（企業發展及對外事務）的鄺凱迎向新聞部施壓，是誤報死訊的「幕後黑手」。
2013年6月，鄺凱迎退休並離開亞洲電視。同年7月中旬，鄺凱迎加入無綫電視擔任高級顧問。社會公職方面，鄺凱迎於1995年至2002年獲委任為香港演藝學院電影及電視學系顧問委員會成員，2005年至2011年間獲委任為古物諮詢委員會成員。